# Bardín el Superrealista
Bardín el Superrealista es una serie de historietas creada por Max en 1997 y protagonizada por el personaje homónimo, el primero de naturaleza fija de su autor tras Gustavo (1977) o Peter Pank (1983).

## Trayectoria editorial
La serie se compone de historietas  publicadas en diferentes medios, objeto de una primera recopilación en 1999 con el título de Almanaque Bardín para el 2000 de las artes, las letras y los despropósitos:
| Título                                 | Publicación                       | Año  |
| -------------------------------------- | --------------------------------- | ---- |
| Bardín y los demonios                  | "La + bella"                      | 1997 |
| Bardín el Superrealista                | "Nosotros somos los muertos" #4   | 1997 |
| Descripción Bardín del Mundo Superreal | "Nosotros somos los muertos" #4   | 1997 |
| Onán y Bardín                          | "Passaforadí" # 0                 | 1998 |
| El cielo sobre Bardín                  | "El País de las Tentaciones"      | 1998 |
| Bardín imagina                         | "Idiota y diminuto" # 5           | 1999 |
| Una polémica metafísica                | "Bardín el Superrealista" #1      | 1999 |
| Pesadilla nº 11                        | "Nosotros somos los muertos" #6/7 | 2000 |
| La estrella misteriosa                 | "Comix 2000"                      | 2000 |
| Paseo nocturno                         | "Creativa" #1                     | 2000 |

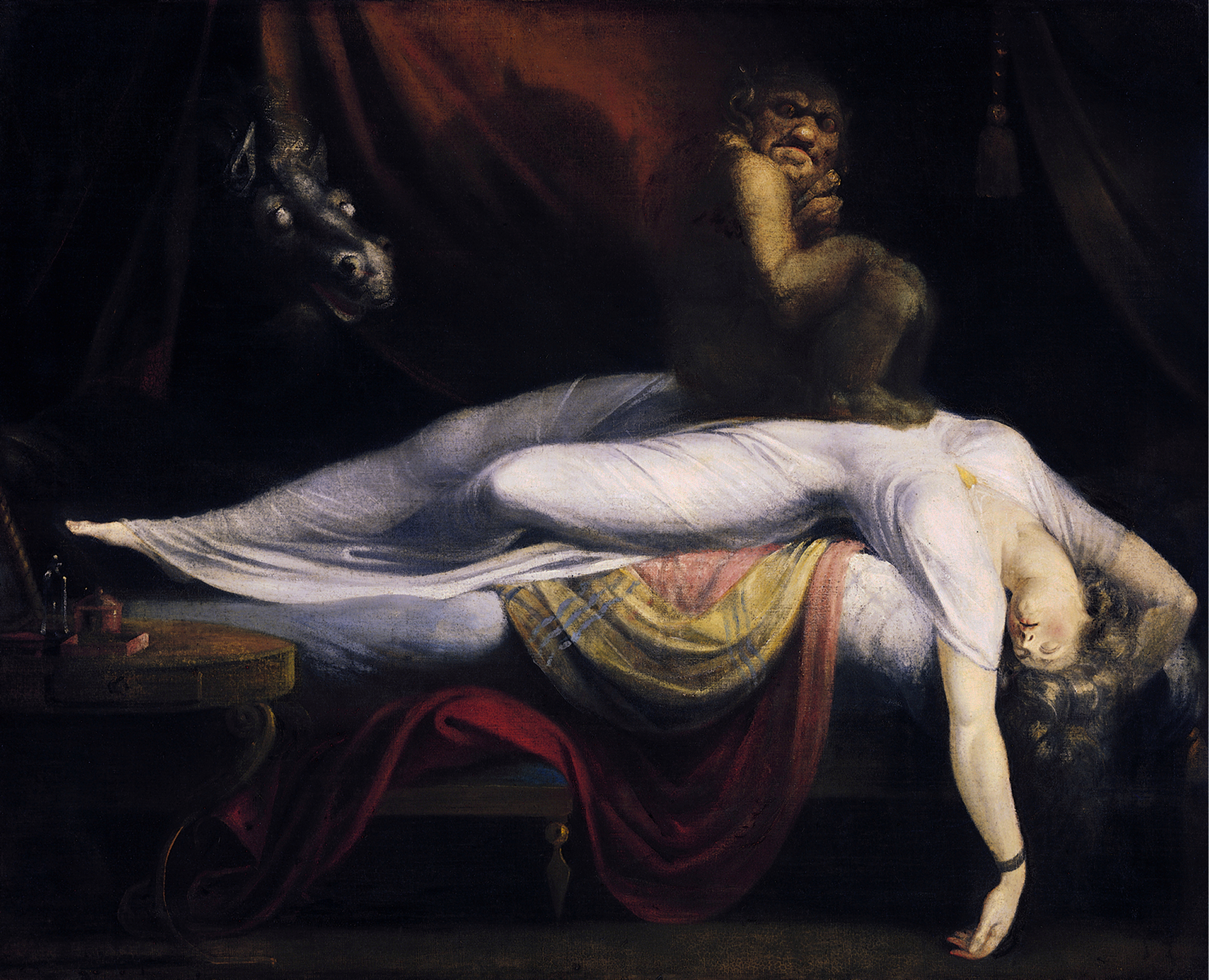
La pesadilla de Füssli, recurrente en la serie.

En el 2000 apareció el tebeo "Bardín baila con las más fea", en el que 77 historietistas alternativos de diferentes países dieron su personal interpretación del personaje entregado a una danza macabra.
| Título                                         | Publicación            | Año  |
| ---------------------------------------------- | ---------------------- | ---- |
| Un acto de amor                                | "Amaníaco"             | 2001 |
| San Ceremonio, mártir                          | "El Semanal" 719       | 2001 |
| En el parque                                   | "Esto no es un Bardín" | 2001 |
| Justa poética                                  | "Recto" #2             | 2003 |
| La compleja y atormentada conciencia de Bardín | "El ojo radiante"      | 2003 |
| Iluminación                                    | "NSLM" #10             | 2004 |
| 11-M                                           | "El Víbora" #291       | 2004 |

Fue en 2006 cuando La Cúpula publicó la recopilación titulada Hechos, dichos, ocurrencias y andanzas de Bardín el Superrealista, que incluye también alguna historieta inédita:
| Título                     | Publicación                                                         | Año  |
| -------------------------- | ------------------------------------------------------------------- | ---- |
| Homenaje a Don Luis Buñuel | "Hechos, dichos, ocurrencias y andanzas de Bardín el Superrealista" | 2006 |
| Pesadilla nº 111           | "Hechos, dichos, ocurrencias y andanzas de Bardín el Superrealista" | 2006 |
| Buda a todo a cien         | "Hechos, dichos, ocurrencias y andanzas de Bardín el Superrealista" | 2006 |
| El ruido y la furia        | "Hechos, dichos, ocurrencias y andanzas de Bardín el Superrealista" | 2006 |

## Trama
Bardín es un hombrecillo de chaqueta azul, que alterna un mundo surrealista similar a los de Dalí con bares y parques más convencionales. Inconcreto y polivalente, permite a Max todo tipo de reflexiones, frecuentemente de índole metafísica, pero teñidas de humor.

## Estilo
Max mantiene en esta obra su estilo afín a la línea clara, pero aplica por primera vez el color mediante ordenador.

## Reconocimiento y premios
La serie obtuvo el premio a la mejor obra de autor español del 2006 en el XXVI Salón Internacional de Cómic de Barcelona y el Premio Nacional del Cómic 2007, siendo ésta la primera vez que se entregó tal galardón.